# ژولین فوسوریه
ژولین فوسوریه (انگلیسی: Julien Faussurier؛ زادهٔ ۱۴ ژانویهٔ ۱۹۸۷) بازیکن فوتبال اهل فرانسه است.
از باشگاه‌هایی که در آن بازی کرده‌است می‌توان به باشگاه فوتبال تروا و باشگاه فوتبال سوشو اشاره کرد.